# Fagner Conserva Lemos
Fagner Conserva Lemos, född 11 juni 1989, är en brasiliansk fotbollsspelare som spelar för Corinthians.
Fagner debuterade för Brasiliens landslag den 26 januari 2017 i en 1–0-vinst över Colombia. I maj 2018 blev han uttagen i Brasiliens trupp till fotbolls-VM 2018.